# Герб на Бенин
Гербът на Бенин е одобрен през 1990 след краха на комунстическия режим в страната. Това е първият национален герб на страната, след обявяването на независимостта ѝ, който през 1975 е сменен от комунистическото правителство.
На върха на щита е поставен националния нашлемник, предствавляващ два рога пълни с царевични класове и пясък, които символизират сигурен просперитет.
Щитът е разделен на четири полета. В най-горното ляво поле има изобразен замък в стил сомба, представляващ историята на Бенин. В горното дясно поле е изобразена „Звездата на Бенин“ - най-високото отличие на страната. Точно под него в долното поле е изобразен кораб, символизиращ пристигането на европейците в Бенин. В долното ляво поле има изобразено палмово дърво.
От двете страни на щита са поставени щитодържатели леопарди – националното животно в Бенин. Под щита има бяла лента с националния девиз на страната – Fraternité, Justice, Travail! (Братство, справедливост, труд!).